# Ramanujans summa
Inom talteori är Ramanujans summa, vanligen betecknad som cq(n), en funktion av två positiva heltalsvariabler q och n definierad som
{\displaystyle c_{q}(n)=\sum _{a=1 \atop (a,q)=1}^{q}e^{2\pi i{\tfrac {a}{q}}n},}
där (a, q) = 1 betyder att sgd(a,q)=1.
Srinivasa Ramanujan introducerade summan 1918. Summorna har använts bland annat i beviset av Vinogradovs sats.